# Milazzo (M 5552)
Il Milazzo (distintivo ottico M 5552) è un cacciamine della Marina Militare italiana; l'unità è la terza imbarcazione della classe Lerici. Il suo porto di assegnazione è La Spezia.
Nave Milazzo è definita come cacciamine ed è quindi progettata per la localizzazione e la disattivazione di mine navali. Per lo svolgimento tale missione è dotata di un sonar e di due veicoli filoguidati ROV. L'unità può effettuare inoltre investigazioni sui fondali per la ricerca di relitti. La nave dispone di una camera iperbarica e può quindi fornire supporto ad attività dei palombari. L'imbarcazione è infine utilizzata per la pattuglia dei confini nazionali e per azioni di salvataggio in mare.